# 海瑟·洛克萊
海瑟·迪恩·洛克萊（英語：Heather Deen Locklear，1961年9月25日—），是一位美国女演员，因在《飛越情海》（1993-1999）中饰演Amanda Woodward一角而闻名，为此她连续四次获得金球奖电视剧最佳女主角提名。她还以1981年至1989年在錦繡豪門中饰演Sammy Jo Carrington而闻名，这是她的第一个主要电视角色，开始了与制片人艾倫·斯班林的长期合作。
其他著名的电视角色包括TJ Hooker （1982-1986）中的警官 Stacy Sheridan，以及政界小人物 （1999-2002）中的 Caitlin Moore，她因此获得了两次金球奖最佳女主角 - 电视连续剧音乐剧或喜剧的提名。 2013 年，她在TV Land情景喜剧魅力克利夫蘭中担任常设角色，并在TNT喜剧电视连续剧小律師大作為中担任主角。她的电影角色包括科幻惊悚片勢如破竹 (1984)、动作喜剧片超级轰天雷(1997)、實景真人/动画喜剧片樂一通反斗特攻隊 (2003) 和浪漫喜剧片尋找阿娜答(2005)。